# La Tribune de l'Art
La Tribune de l'Art est un magazine de presse en ligne français, ayant pour objet l'actualité de l’histoire de l’art et du patrimoine occidental du Moyen Âge aux années 1930.

## Objectifs
La Tribune de l'Art est fondée le 7 avril 2003 par le journaliste Didier Rykner, historien de l'art et ancien ingénieur agronome. Selon la déclaration d'intention de son fondateur, ce magazine vise à :
- dénoncer les atteintes « inadmissibles » au patrimoine ;
- contribuer aux débats sur la protection du patrimoine, la restauration ou l’attribution d'œuvres d'art ;
- présenter des dossiers d'investigation ;
- publier des articles scientifiques inédits ou « parus dans des publications peu accessibles » ;
- rendre compte des expositions concernant son domaine d'étude sur reconnaissance directe et non « à partir des dossiers de presse » ;
- faire part des nouvelles acquisitions des musées.

## Développement
Le magazine propose des éditoriaux, des actualités sur les expositions, les publications, les musées, le patrimoine, le marché de l'art, l'ensemble étant accompagné de brèves et de débats.
Le caractère incisif des éditoriaux du directeur de publication, par ailleurs rédacteur en chef du magazine, est très régulièrement souligné,,. Le Monde considère notamment que le fonds de commerce de Rykner (et de la revue) est la polémique.
La Tribune de l'Art est à l'origine, en janvier 2007, de la pétition « Les musées ne sont pas à vendre » contre le prêt payant d'œuvres d'art nationales à des musées étrangers (loan fees) et l'implantation d'une antenne du Louvre à Abou Dabi,. Il lui arrive d'être le premier à souligner, voire à publier, des informations sensibles comme la mise en vente (retirée in extremis) chez Sotheby's d'un Degas volé ou, plus notablement, le projet controversé de location par l'État de l'hôtel de la Marine, édifice classé situé place de la Concorde à Paris,. À la suite du mouvement SaccageParis qui fait appel à sa connaissance du patrimoine de la capitale, il enquête sur les causes de son déclin,.
En 2008, le rédacteur en chef du magazine a reçu le prix de La Demeure historique dans la catégorie « prix du journaliste, presse écrite - internet ».
En 2021, la revue compte 4 000 abonnés, 320 000 euros de chiffre d'affaires et quatre salariés.